# Brimin Kiprop Kipruto

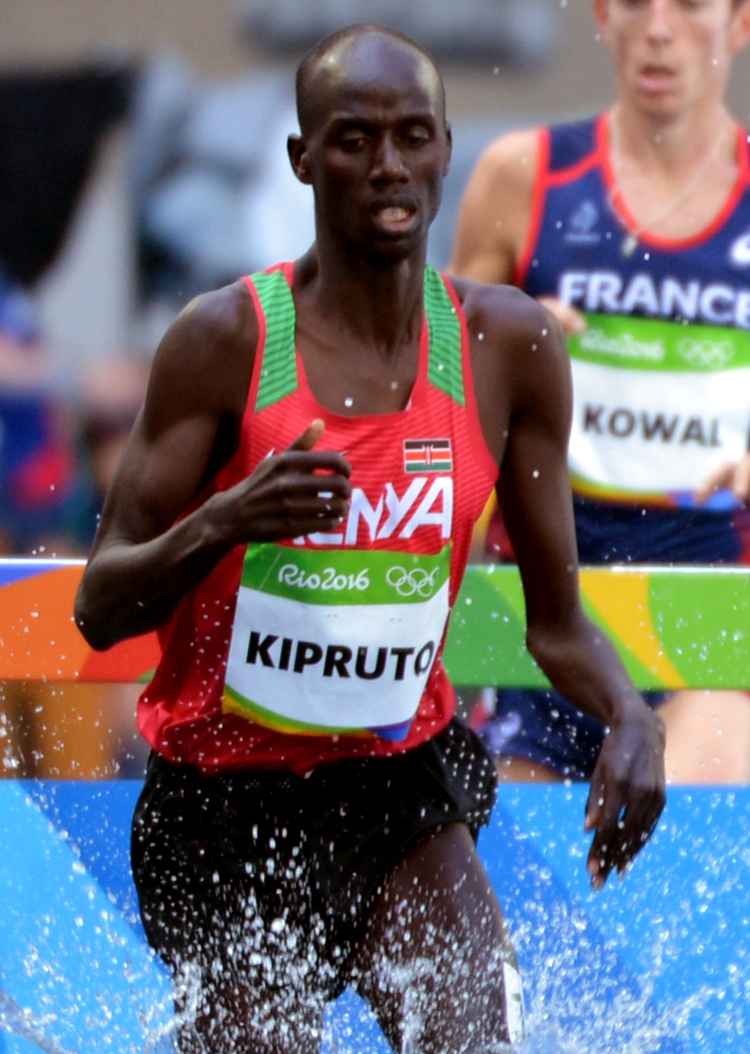
Brimin Kiprop Kipruto, 2016

Brimin Kiprop Kipruto (* 31. Juli 1985 in Korkitony bei Chebiemit, Marakwet) ist ein kenianischer Hindernisläufer. Er wurde 2008 Olympiasieger.

## Karriere
Der Jugendvizeweltmeister von 2001 im 2000-Meter-Hindernislauf wurde 2003 afrikanischer Vizejuniorenmeister über 3000 Meter Hindernis.
Nachdem er sich für die Olympischen Spiele in Athen qualifiziert hatte, trat er im Sommer 2004 zum letzten Mal bei einem internationalen Juniorenwettkampf an und gewann bei den Juniorenweltmeisterschaften Bronze im 1500-Meter-Lauf. In Athen gewann er dann Silber über 3000 Meter Hindernis. Ezekiel Kemboi (Gold) und Paul Kipsiele Koech (Bronze) machten den kenianischen Dreifachtriumph perfekt.
Bei den Weltmeisterschaften 2005 in Helsinki holte er Bronze in derselben Disziplin. Bei den Weltmeisterschaften 2007 in Osaka gewann er mit einer Zeit von 8:13,82 min die Goldmedaille über die 3000-Meter-Hindernisstrecke vor seinen Landsleuten Ezekiel Kemboi und Richard Kipkemboi Mateelong. Ein Jahr später bei den Olympischen Spielen 2008 in Peking vertraten erneut Mateelong, Kemboi und Kipruto die kenianische Mannschaft. Kipruto gewann in 8:10,34 min Gold vor dem Franzosen Mahiedine Mekhissi-Benabbad und Mateelong, während Kemboi als Titelverteidiger nur den siebten Platz belegte. Bei den Weltmeisterschaften 2011 in Daegu sicherte sich Kipruto mit einer Zeit von 8:16,05 min die Silbermedaille.
2011 verpasste Kipruto beim Diamond League Meeting in Monaco den 2005 aufgestellten und bis heute gültigen Weltrekord von Saif Saaeed Shaheen (7:53,63 min) mit 7:53,64 min um eine Hundertstelsekunde.
Bei den Olympischen Spielen 2012 in London konnte er seinen Sieg von Peking nicht wiederholen. Kipruto gelang nach einem Sturz zwar in der Schlussrunde wieder der Anschluss zur Spitze, auf den letzten Metern konnte er jedoch das Tempo der Führungsgruppe nicht mehr halten und musste sich mit Platz 5 begnügen. Bei den Weltmeisterschaften 2015 in Peking gewann er hinter seinen Landsleuten Kemboi und Kipruto die Bronzemedaille. Bei den Olympischen Spielen 2016 in Rio de Janeiro wurde er Sechster.
Er hat bei einer Größe von 1,76 m ein Wettkampfgewicht von 54 kg.

## Persönliche Bestleistungen
| Disziplin        | Leistung    | Datum         | Ort       |
| ---------------- | ----------- | ------------- | --------- |
| 1500 m           | 3:35,23 min | 25. Juli 2006 | Stockholm |
| 3000 m           | 7:47,33 min | 12. Mai 2006  | Doha      |
| 2000 m Hindernis | 5:36,81 min | 15. Juli 2001 | Debrecen  |
| 3000 m Hindernis | 7:53,64 min | 23. Juli 2011 | Monaco    |

## Leistungsentwicklung
| Jahr | 1500 Meter (in min) | 3000 Meter Hindernis (in min) |
| ---- | ------------------- | ----------------------------- |
| 2002 | -                   | 8:33,0                        |
| 2003 | -                   | 8:46,74                       |
| 2004 | 3:35,96             | 8:05,52                       |
| 2005 | 3:38,90             | 8:04,22                       |
| 2006 | 3:35,23             | 8:08,32                       |
| 2007 | 3:36,27             | 8:02,89                       |